# Parti communiste de Bulgarie
Ne doit pas être confondu avec Parti communiste bulgare.
Le Parti communiste de Bulgarie (bulgare : Комунистическа Партия на България (Komunisticheska Partiya na Bŭlgariya)) est un parti politique bulgare fondé en 1996 par d'anciens membres nostalgiques du Parti communiste bulgare et des déçus du Parti socialiste bulgare qui ont pratiqué une politique libérale.

## Histoire
En 2001, le parti rejoint la « Coalition pour la Bulgarie », une alliance menée par le Parti socialiste bulgare. La coalition remporte 17,1 % des voix, lui permettant d’occuper 48 des 240 sièges au Parlement. Aux élections législatives du 25 juin 2005, la coalition double pratiquement son score, remportant 34,2 % de voix, et obtenant ainsi 82 des 240 sièges de députés. La coalition perd ensuite les élections législatives de 2009, étant à peu près ramenée à son score de 2001, avec 17,72 % des voix et 40 sièges sur 240.
Le parti est dirigé par Alexandre Paunov (en), élu député en 2017. Il publie le journal Rabotnicheski Vestnik.